# Stanisław Sokołowski (geolog)
Stanisław Sokołowski junior (ur. 14 sierpnia 1900 w Zakopanem, zm. 3 kwietnia 1990 w Warszawie) – polski geolog, profesor Instytutu Geologicznego, taternik.

## Życiorys
Był synem pioniera polskiego leśnictwa Stanisława Sokołowskiego i Agnieszki z Walczaków, bratem Mariana, Adama, Witolda, Jana i Zofii.
Urodził się i wychował w Zakopanem, a w roku 1920 zdał maturę w tamtejszym liceum w willi „Lilianie”. W Krakowie studiował na Akademii Górniczej, później ukończył studia biologii i nauki o ziemi na Wydziale Filozoficznym Uniwersytetu Jagiellońskiego. W latach 1918 i 1920 walczył jako ochotnik w Wojsku Polskim, później brał też udział w kampanii wrześniowej w 1939 r.
W roku 1929 obronił doktorat, habilitację natomiast otrzymał w 1952 r. na AGH na podstawie pracy omawiającej Tatry Bielskie. Profesorem nadzwyczajnym został w 1954 r., zwyczajnym – w 1964 r. Przed II wojną światową pracował na UJ, a po 1942 r. związał się aż do emerytury z krakowskim Instytutem Geologicznym. Był znawcą Tatr i Karpat fliszowych, a także odkrywcą wód termalnych na Podhalu. W latach 1961–1963 udało mu się odnaleźć na Antałówce w Zakopanem ciepłą wodę, dzięki czemu możliwe było założenie w tym miejscu pływalni cieplicowej. Był autorem ekspertyz geologicznych do licznych zakopiańskich inwestycji, takich jak budowa Drogi Junaków, Domu Turysty, przebudowa Wielkiej Skoczni czy budowa toru slalomowego.
Na początku dwudziestolecia międzywojennego uprawiał taternictwo. W 1925 r. wraz z bratem Janem jako pierwszy przeszedł zimą Orle Turniczki, Orlą Basztę i Buczynowe Czuby. W późniejszych latach Stanisław Sokołowski zaprzestał wspinaczki i poświęcił się pracy naukowej.
Mieszkał w zakopiańskim domku za willą „Ornak” przy ul. Grunwaldzkiej 20 w Zakopanem. Po 1985 r. przeprowadził się ze względu na stan zdrowia do Warszawy i tam zmarł. Jest pochowany na Cmentarzu Zasłużonych na Pęksowym Brzyzku w Zakopanem (kw. L-I-2). Na 50-lecie pracy naukowej Sokołowskiego (1970) poświęcono mu zeszyt „Biuletynu Instytutu Geologicznego” (248/1970). W 2018 r. przy zakopiańskim Aquaparku odsłonięto tablicę upamiętniającą prof. dr hab. Stanisława Sokołowskiego zasłużonego dla rozwoju geologii, hydrogeologii i geologii geotermalnej na Podhalu.

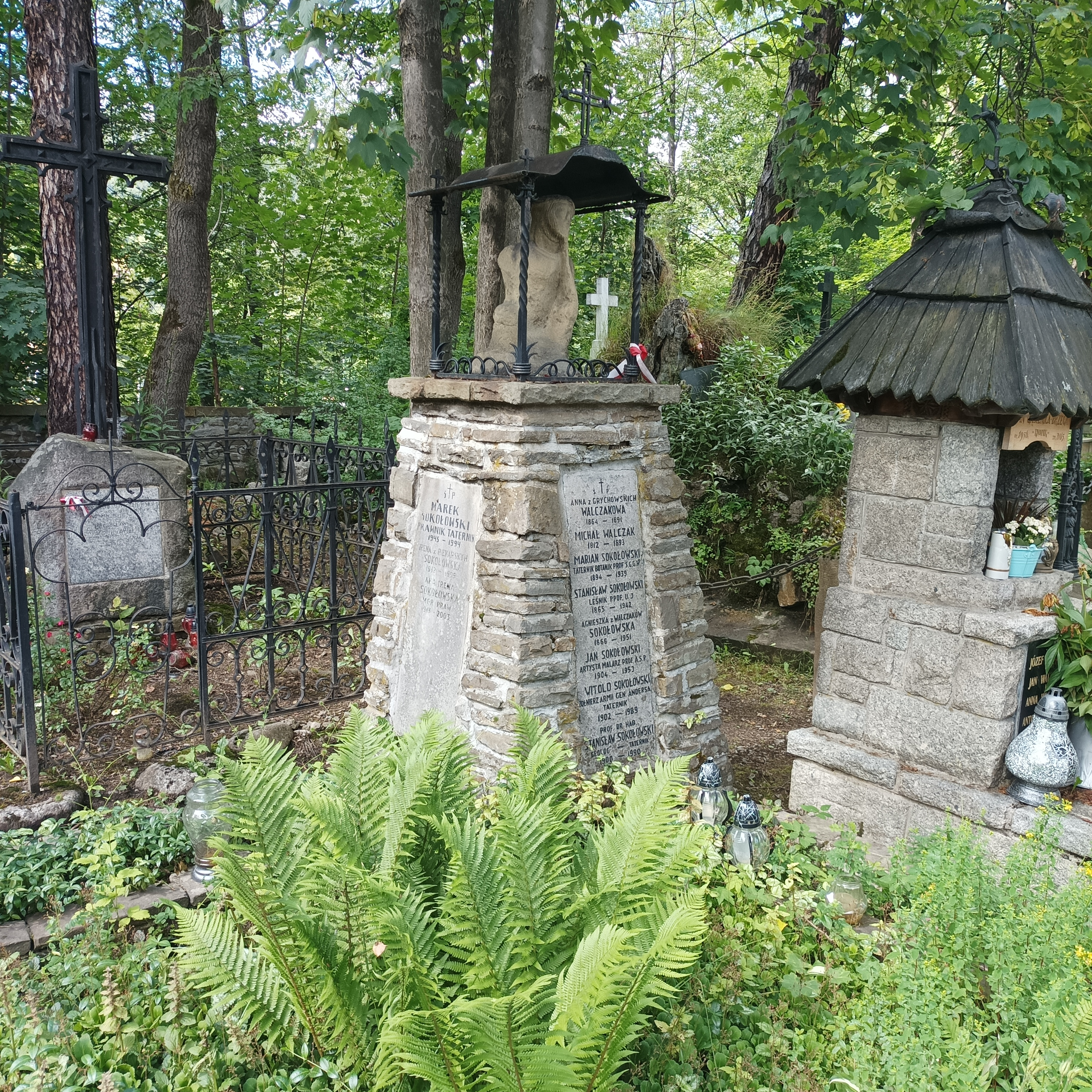
Grób Stanisława Sokołowskiego na Cmentarzu na Pęksowym Brzyzku

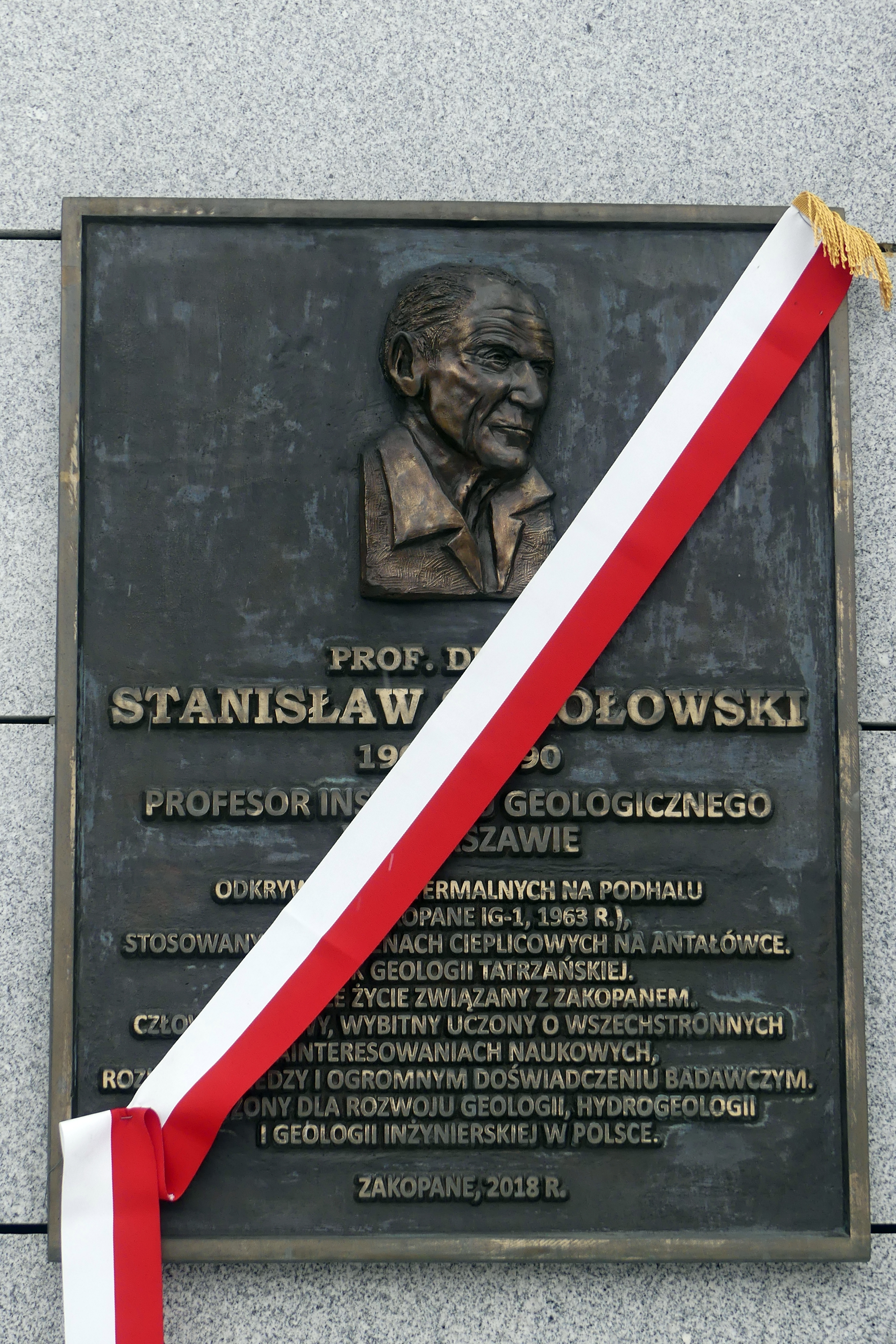
Tablica upamiętniająca przed głównym wejściem do Aqua Parku w Zakopanem

## Publikacje
- Spostrzeżenia nad wiekiem i wykształceniem liasu reglowego w Tatrach, [w:] „Rocznik Polskiego Towarzystwa Geologicznego” 2/1923-24,
- Tektonika serji reglowej okolicy Zakopanego, [w:] „Rocznik Polskiego Towarzystwa Geologicznego” 6/1930, wraz z Walerym Goetlem,
- Wantule, [w:] „Ochrona Przyrody”, 16/1936, wraz z bratem Marianem,
- Tatry Bielskie, geologia zboczy południowych, Warszawa 1948, wyd. francuskie Warszawa 1950,
- 50 lat nowoczesnej geologii tatrzańskiej, [w:] „Wierchy” 22/1953, wraz z Janem Wyczółkowskim,
- W pięćdziesiątą rocznicę teorii powstania Tatr i Pienin, [w:] „Biuletyn Instytutu Geologicznego”, 86/1954,
- Tatry, Warszawa 1958, przekrój geologiczny,
- Zarys geologii Tatr, [w:] „Biuletyn Instytutu Geologicznego”, 149/1959,
- Głębokie wiercenia w Zakopanem, [w:] „Wierchy” 34/1965,
- New Data on the Deep Underground Water within Polish Inner Carpathians, [w:] „Bulletin de l’Académie Polonaise des Sciences”, 15/1967, nr 4, wraz z A. Sławińskim,
- Geologia paleogenu i mezozoicznego podłoża skrzydła niecki podhalańskiej w profilu głębokiego wiercenia w Zakopanem, [w:] „Biuletyn Instytutu Geologicznego”, 265/1973,
- Geologia strefy reglowej Tatr Polskich między Kopami Sołtysimi a Białką, [w:] „Prace Muzeum Ziemi”, 28/1978,
- Mapa geologiczna Tatr Polskich 1:10 000, 1958-80, współredaktor,
- Mapa geologiczna Pienińskiego Pasa Skałkowego 1:10 000, 1960-70, współredaktor[1].

## Odznaczenia
- Krzyż Komandorski Orderu Odrodzenia Polski (1966)
- Krzyż Oficerski Order Odrodzenia Polski (1960)
- Krzyż Walecznych (1920)
- Krzyż Obrony Lwowa (1919)
- Złoty Krzyż Zasługi (1956)
- Brązowy Medal za Długoletnią Służbę (1938)
- Medal 10-lecia Polski Ludowej (1955)
- Złota Odznaka honorowa „Zasłużony dla polskiej geologii” (1980)[5]